# Kobi Šabtaj
Ja'akov „Kobi“ Šabtaj (hebrejsky יעקב „קובי“ שבתאי‎‎; * 11. listopadu 1964 Aškelon, Izrael) je izraelský policista, od 17. ledna 2021 devatenáctý komisař (Rav nicav) Izraelské policie. Předtím působil jako velitel hraniční policie.

## Životopis
Kobi Šabtaj se narodil 11. listopadu 1964 v izraelském Aškelonu iráckým židovským přistěhovalcům. Je ženatý a má tři dcery, z nichž jedna slouží u policie a druhá slouží u Izraelské hraniční policie.

## Kariéra
Šabtaj byl v roce 1982 odveden do 202. praporu výsadkářské brigády. V roce 1987 byl propuštěn v hodnosti sgan aluf.
V roce 1991 nastoupil k Izraelské hraniční policii.
V červenci 2020 byla Šabtajovi diagnostikována nákaza nemocí covid-19.

### Komisař Izraelské policie
Šabtaj byl 17. ledna 2021 jmenován komisařem Izraelské policie, kde nahradil Motiho Kohena.
Dne 25. dubna 2021 nařídil po násilných protestech odstranění barikád bránících přístupu k Damašské bráně ve východním Jeruzalémě.
Po tragédii na Har Meron v roce 2021 prohlásil: „Nedovolím, aby se policie stala obětním beránkem tohoto incidentu“.